# Thom de Graaf
Pour les articles homonymes, voir De Graaf.
Thomas Carolus de Graaf, dit Thom de Graaf, né le 11 juin 1957 à Amsterdam, est un homme politique néerlandais. Membre des Démocrates 66 (D66), il est vice-président du Conseil d'État depuis 2018.
Universitaire spécialiste en droit constitutionnel et histoire parlementaire formé à l'université Radboud de Nimègue, il rejoint les Démocrates 66 en 1977 et se fait élire conseiller municipal de Leyde en 1990 puis représentant à la Seconde Chambre des États généraux quatre ans plus tard. Il est porté à la direction du groupe parlementaire en 1997 et du parti l'année qui suit.
Après les échecs électoraux de 2002 et de 2003, il renonce à l'intégralité de ses responsabilités. Il devient pourtant quelques semaines plus tard vice-Premier ministre et ministre des Réformes administratives et des Relations au sein du Royaume du deuxième cabinet de Jan Peter Balkenende. Il démissionne en mars 2005, après avoir échoué à modifier la Constitution pour permettre l'élection des bourgmestres et des commissaires de la Reine au suffrage universel direct. Il se met alors en congé de la vie politique.
Il fait son retour en 2007, en devenant bourgmestre de Nimègue. Élu sénateur à la Première Chambre en 2011, il démissionne de son mandat local l'année suivante. Il préside le groupe parlementaire à la chambre haute après avoir mené la campagne en tant que tête de liste lors des élections sénatoriales de 2015. En 2018, il devient vice-président du Conseil d'État, succédant à Piet Hein Donner.

## Éléments personnels

### Formation et carrière
Il achève ses études secondaires en 1976 à Nimègue, puis entre à l'université Radboud de Nimègue pour y suivre des études supérieures de droit. Il obtient un doctorat d'histoire constitutionnelle et parlementaire en 1981, trois ans après avoir été commencé à travailler comme assistant, puis associé de recherche, à temps partiel au centre d'histoire parlementaire de Nimègue.
À la suite de l'obtention de son diplôme, il décroche un poste d'associé de recherche en droit constitutionnel à la faculté de droit de son université, et le conserve jusqu'en 1985, lorsqu'il devient fonctionnaire du ministère de l'Intérieur. En 1989, il est promu chef de la division des Affaires policières et juridiques du ministère, puis directeur adjoint de la direction de la Police en 1991. Il quitte l'administration publique trois ans plus tard.
Il est recruté, en 2006, comme consultant par PricewaterhouseCoopers, dont il démissionne au bout d'un an.

### Vie privée
Il est le fils de Theo de Graaf, bourgmestre de Nimègue entre 1966 et 1977 sous les couleurs du Parti populaire catholique (KVP). Marié depuis 1981 et père de deux enfants, il vit à Nimègue. Il est de confession catholique romaine.

## Vie politique

### Débuts
Adhérent aux Démocrates 66 depuis 1977, il est élu au conseil municipal à Leyde en 1990, n'exerçant qu'un seul mandat de quatre ans, puis représentant à la Seconde Chambre aux élections législatives du 3 mai 1994. À la suite de ce scrutin, son parti entre au gouvernement dans une coalition avec les travaillistes (PvdA) et les libéraux (VVD). Il devient alors secrétaire du groupe parlementaire du parti.

### Chef politique des Démocrates 66
Il est porté à la tête du groupe des représentants du parti le 21 novembre 1997, puis est élu à la direction politique du parti le 14 mai 1998, huit jours après la reconduction de la coalition au pouvoir lors des élections législatives.
En sa qualité de chef des Démocrates 66, il est désigné, le 17 novembre 2001, tête de liste pour les élections législatives prévues le 15 mai 2002, un scrutin au cours duquel le parti perd la moitié de ses quatorze sièges à la Seconde Chambre. Il est malgré tout maintenu à la direction de la formation et en cette qualité, il mène de nouveau les D66 aux élections législatives anticipées du 22 janvier 2003. Le jour du scrutin, le parti recule encore d'un siège et De Graaf renonce aussitôt à la direction du parti et à la présidence du groupe parlementaire.

### Vice-Premier ministre des Pays-Bas
Le 27 mai 2003, Thom de Graaf est nommé vice-Premier ministre et ministre des Réformes administratives et des Relations au sein du Royaume, un poste de ministre sans portefeuille au sein du ministère de l'Intérieur, dans le cadre d'un gouvernement de coalition réunissant l'Appel chrétien-démocrate (CDA), le Parti populaire pour la liberté et la démocratie (VVD) et les Démocrates 66, conduite par Jan Peter Balkenende. Il a notamment pour but de réformer le système de désignation des bourgmestres, jusqu'ici désignés par la Couronne sur proposition du conseil municipal et du commissaire de la Reine, souhaitant les faire élire au suffrage universel direct. Toutefois, à la suite d'un revirement des travaillistes à la Première Chambre, la réforme constitutionnelle, nécessitant le soutien des deux tiers des sénateurs, est repoussée le 23 mars 2005, ce qui le conduit à démissionner immédiatement.

### Carrière post-ministérielle
Après s'être retiré de la vie politique, il revient le 8 janvier 2007 pour occuper, comme son père avant lui, le poste de bourgmestre de Nimègue en remplacement de Guusje ter Horst, qui deviendra moins de deux mois plus tard ministre des Affaires intérieures et des Relations au sein du Royaume. Devenu sénateur en 2011, il est désigné, l'année suivante, président de la conférence des universités publiques et démissionne de son mandat local. Il conduit la liste des Démocrates 66 aux élections sénatoriales de 2015, le parti récoltant 10 sièges, soit un doublement de la précédente performance, arrivant troisième. Installé en tant que président de groupe parlementaire, il devient vice-président du Conseil d'État en 2018, sur proposition du gouvernement.